# Vespa paperera
Les vespes papereres són himenòpters apòcrits de la família dels vèspids que reuneixen fibres de fusta i tiges de plantes, que barrejades amb la seva saliva, utilitzen per a construir els seus vespers d'aspecte gris marronós. Algunes menes de vespes papereres també es diuen de vegades vespes paraigüa, a causa del disseny distintiu dels seus nius.

## Taxonomia
El nom "vespes papereres" es refereix típicament a membres de la subfamília dels polistins (Polistinae), encara que sovint col·loquialment inclou membres de les subfamílies Vespinae i Stenogastrinae, que també fan nius de paper. S'han identificat vint-i-dues espècies de vespes papereres Polistes a Amèrica del Nord i s'han identificat aproximadament 300 espècies arreu del món. La vespa paperera més comuna a Europa és Polistes dominula. La tribu Ropalidiini del Vell Món conté altres 300 espècies i les tribus neotropicals Epiponini i Mischocyttarini contenen cadascuna més de 250, de manera que el número total de vespes papereres veritables a tot el món és d’unes 1100 espècies, gairebé la meitat de les quals es poden trobar als neotròpics.

## Nius

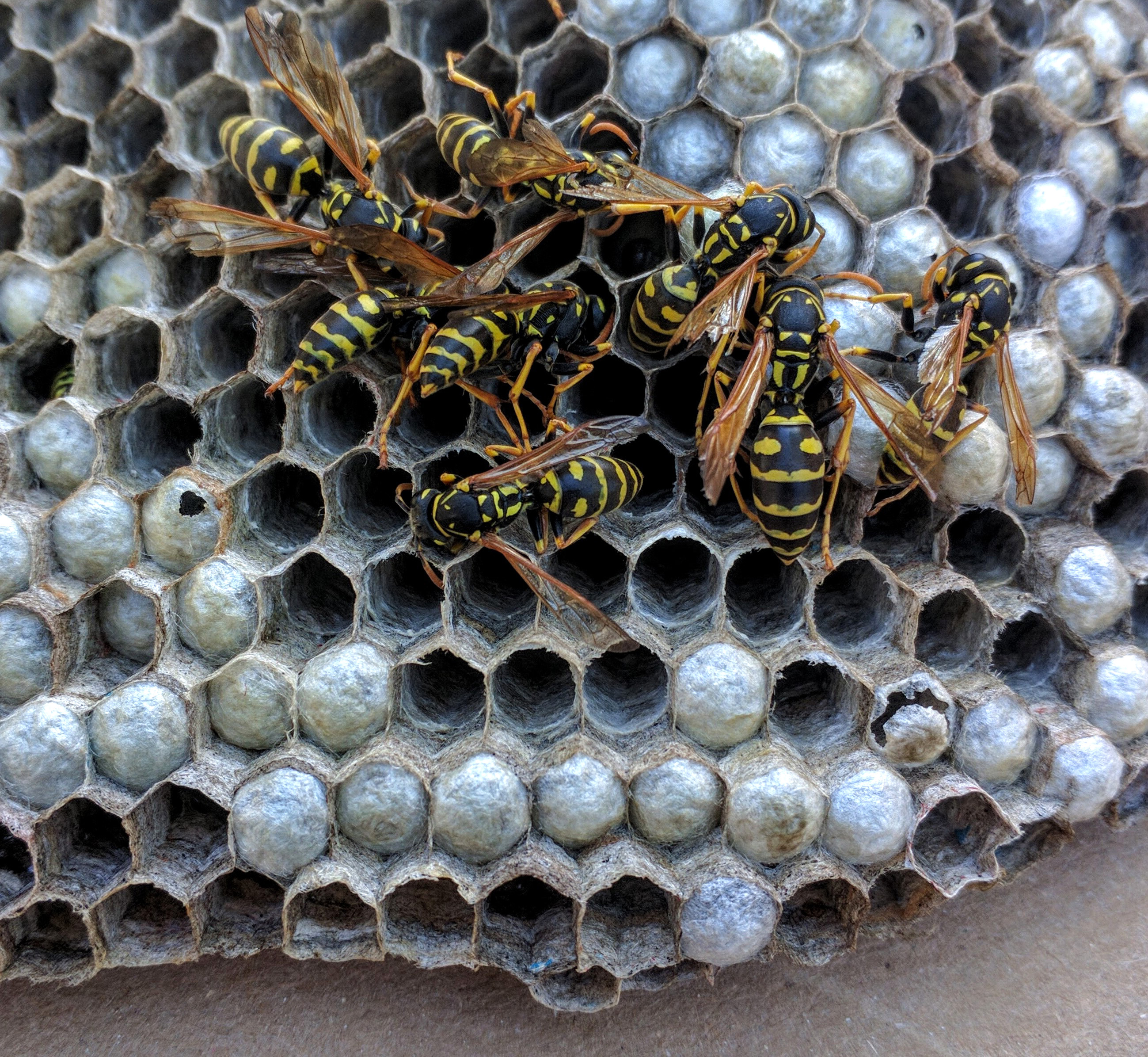
Polistes dominula en una part d’un gran niu, a Califòrnia

Els nius de la majoria de les vespes papereres es caracteritzen per tenir cel·les obertes per a alimentar les larves i un "pecíol", o tija, que fixa i sosté el niu. Les vespes papereres secreten una substància química que repel·leix les formigues, que s’escampen per la base del pecíol per evitar la pèrdua d’ous o de cries.
La majoria de les vespes socials de la família Vespidae fabriquen nius de paper, però algunes espècies de stenogastrines, com Liostenogaster flavolineata, fan servir fang. Un petit grup de vèspids crabrònids eusocials, del gènere Microstigmus (l'única vespa eusocial fora de la família Vespidae), també construeix nius a partir de fibres vegetals mastegades, tot i que la consistència del niu és força diferent de les de les vespes papereres veritables, degut a l'absència de fibres de fusta i l’ús de seda extrusionada per vespes femelles per unir les fibres.
Els nius es poden trobar en zones protegides, com els ràfecs d’una casa, les branques d’un arbre, a l'extrem d’una canonada oberta o en un estenedor antic. Algunes espècies, com ara Ropalidia romandi, variaran l'arquitectura del niu segons on construeixin el niu.
Tres espècies de polistes són paràsits socials obligats i han perdut la capacitat de construir els seus propis nius. Confien en els nius dels seus amfitrions per criar la cria. Algunes vespes d'altres tàxons també són paràsits de cria (per exemple, Vespula austriaca).

## Comportament
A diferència de Vespula i Dolichovespula i Vespa, que poden ser molt agressives, els membres dels polistins en general només ataquen si ells mateixos o els seus nius estan amenaçats. Atès que la seva territorialitat pot provocar atacs a les persones i perquè les seves picades són bastant doloroses i poden produir una reacció anafilàctica potencialment mortal en algunes persones, els nius en zones habitades per humans poden presentar un perill inacceptable. Un estudi realitzat sobre vespes de l'espècie Polistes dominula va concloure que les vespes amb colors aposemàtics més clars són més verinoses, ja que tenen glàndules verinoses més grans i ofereixen un senyal d’alerta més fort als organismes que amenacen el niu.

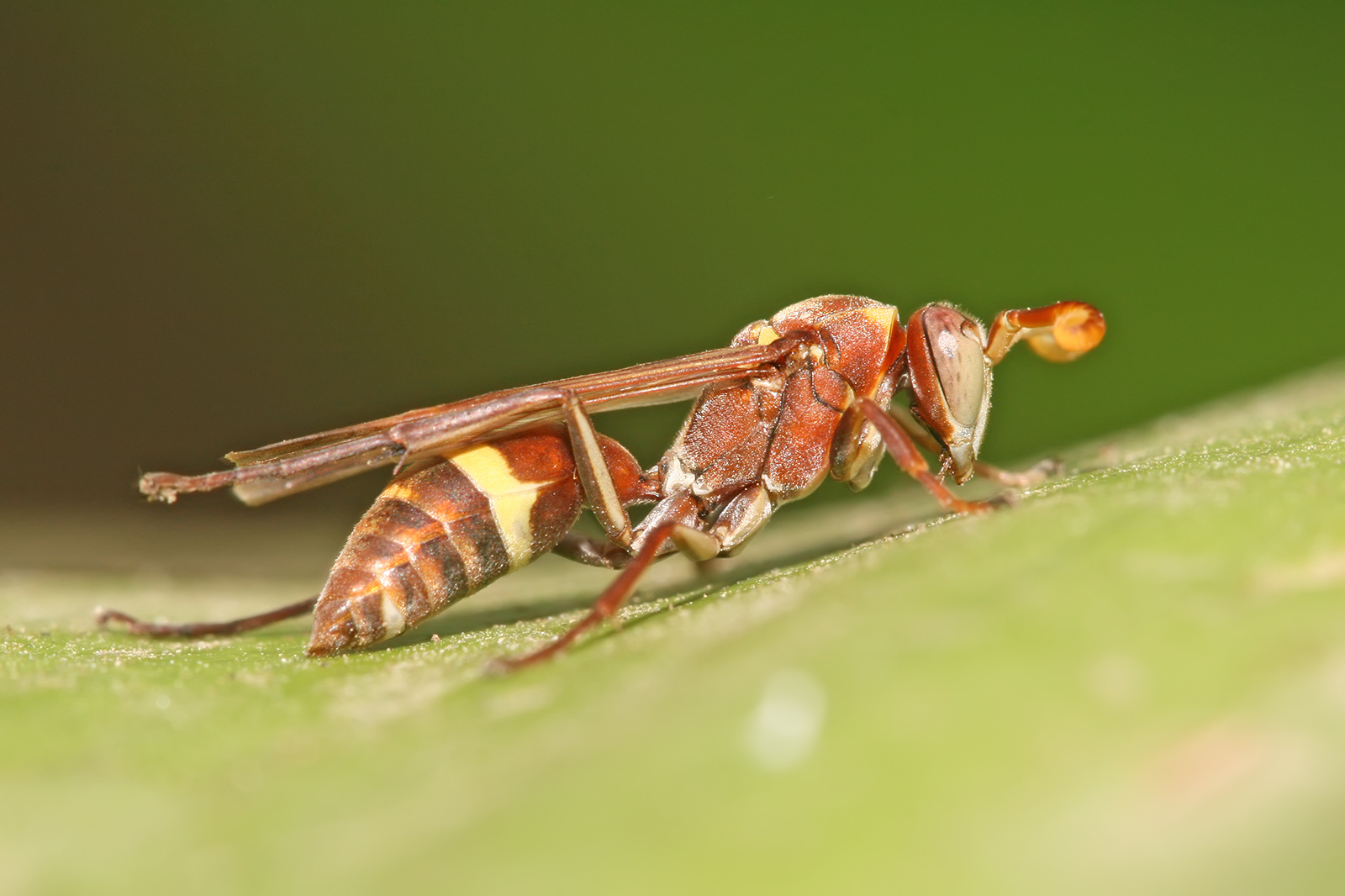
Vespa paperera sobre una fulla: els jardiners consideren que són beneficiosos.

La majoria de les vespes són beneficioses en el seu hàbitat natural i tenen una importància crítica en el biocontrol. Les vespes papereres s’alimenten de nèctar i altres insectes, incloses erugues, mosques i larves d’ escarabats. Com que són un pol·linitzador conegut i s’alimenten de plagues de jardí conegudes, les vespes papereres sovint són considerades beneficioses pels jardiners.